# Habranthus schulzianus
Habranthus schulzianus är en amaryllisväxtart som beskrevs av Pierfelice Ravenna. Habranthus schulzianus ingår i släktet Habranthus och familjen amaryllisväxter. Inga underarter finns listade i Catalogue of Life.